# Автошлях М 12
Автошлях М 12 — колишній автомобільний шлях міжнародного значення на території України (тепер це  частина  автомобільного шляху міжнародного значення М 30) - Стрий — Тернопіль — Кропивницький — Знам'янка. Проходив територією Львівської, Івано-Франківської, Тернопільської, Хмельницької, Вінницької, Черкаської та Кіровоградської областей. Збігався з частиною європейського маршруту E50 (Брест (Франція) — Париж — Прага — Ужгород — Кропивницький — Донецьк — Ростов — Махачкала).
Починався у Стрию (Львівська область), та проходив через міста: Жидачів, Ходорів, Рогатин, Бережани, Тернопіль, Підволочиськ, Хмельницький, Летичів, Вінницю, Немирів, Гайсин, Умань, Новоархангельськ, Кропивницький і закінчувався в місті Знам'янка.

## Загальна довжина
Стрий — Тернопіль — Кропивницький — Знам'янка (через Вінницю) — 746,2 км
Об'їзд м. Немирова — 4,8 км
Під'їзди: до аеропорту «Хмельницький» — 0,9 км;
до м. Вінниці — 1,4 км;
до м. Хмельницького — 8 км
Разом: 761,3 км.

## Нумерація
У грудні 2020 року Укравтодор оголосив, що автомобільні шляхи М12 і М04 буде об'єднано в один. 28 квітня 2021 року уряд ліквідував ці два шляхи, утворивши нову дорогу міжнародного значення — М30.

## Маршрут
Автошлях проходить через такі міста
| Автошлях М 12             |                       |
| Львівська область         |                       |
| Стрийський район          |                       |
| Стрий                     | E50М06Н10Т 1409Т 1418 |
| Жидачівський район        |                       |
| Іванівці                  | Т 1419                |
| Жидачів                   | Т 1419                |
| Ходорів                   |                       |
| Івано-Франківська область |                       |
| Рогатинський район        |                       |
| Рогатин                   | Н09Т 1417             |
| Тернопільська область     |                       |
| Бережанський район        |                       |
| Бережани                  | Т 2004Т 2007          |
| Козівський район          |                       |
| Козова                    | Т 2018                |
| Городище                  | Т 2006                |
| Тернопільський район      |                       |
| Тернопіль                 | E85М19Н02Р41          |
| Смиківці                  | Т 2002                |
| Збаразький район          |                       |
| Підволочиський район      |                       |
| Кам'янки                  | Т 2019                |
| Підволочиськ              | Т 2010                |
| Хмельницька область       |                       |
| Волочиський район         |                       |
|                           | Т 2320                |
| Війтівці                  | Р48                   |
| Хмельницький район        |                       |
| Климківці                 | Т 2302                |
| Хмельницький              | Н03Т 2305Т 2311       |
| Летичівський район        |                       |
| Голосків                  | Т 2310                |
| Меджибіж                  | Т 2319                |
| Летичів                   | Т 2318                |
| Вінницька область         |                       |
| Літинський район          |                       |
|                           | Т 0610                |
|                           | Р31Т 0214             |
| Літин                     |                       |
| Вінницький район          |                       |
| Вінниця                   | М21Р33Т 0204          |
|                           | Р17                   |
| Немирівський район        |                       |
| Немирів                   | Р08Р36Т 0221          |
| Нижча Кропивна            | Т 0234                |
| Гайсинський район         |                       |
| Кунка                     | Т 0205                |
| Гайсин                    | Р33Т 0226             |
| Теплицький район          |                       |
|                           | Р54                   |
| Черкаська область         |                       |
| Христинівський район      |                       |
| Орадівка                  | Т 2403                |
| Уманський район           |                       |
| Умань                     | E95М05Н16             |
|                           | Т 2416                |
| Кіровоградська область    |                       |
| Новоархангельський район  |                       |
|                           | Т 1215                |
| Новоархангельськ          | Т 1214                |
| Маловисківський район     |                       |
| Олександрівка             | Т 2401                |
| Велика Виска              | Т 1212                |
| Кропивницький район       |                       |
| Шостаківка                | Т 1202                |
| Нове                      | Т 1201                |
| Кропивницький             | М13Н14Н23Т 1205Т 1221 |
| Знам'янський район        |                       |
| Знам'янка                 | М04Н01Т 1211Т 1220    |

## Галерея

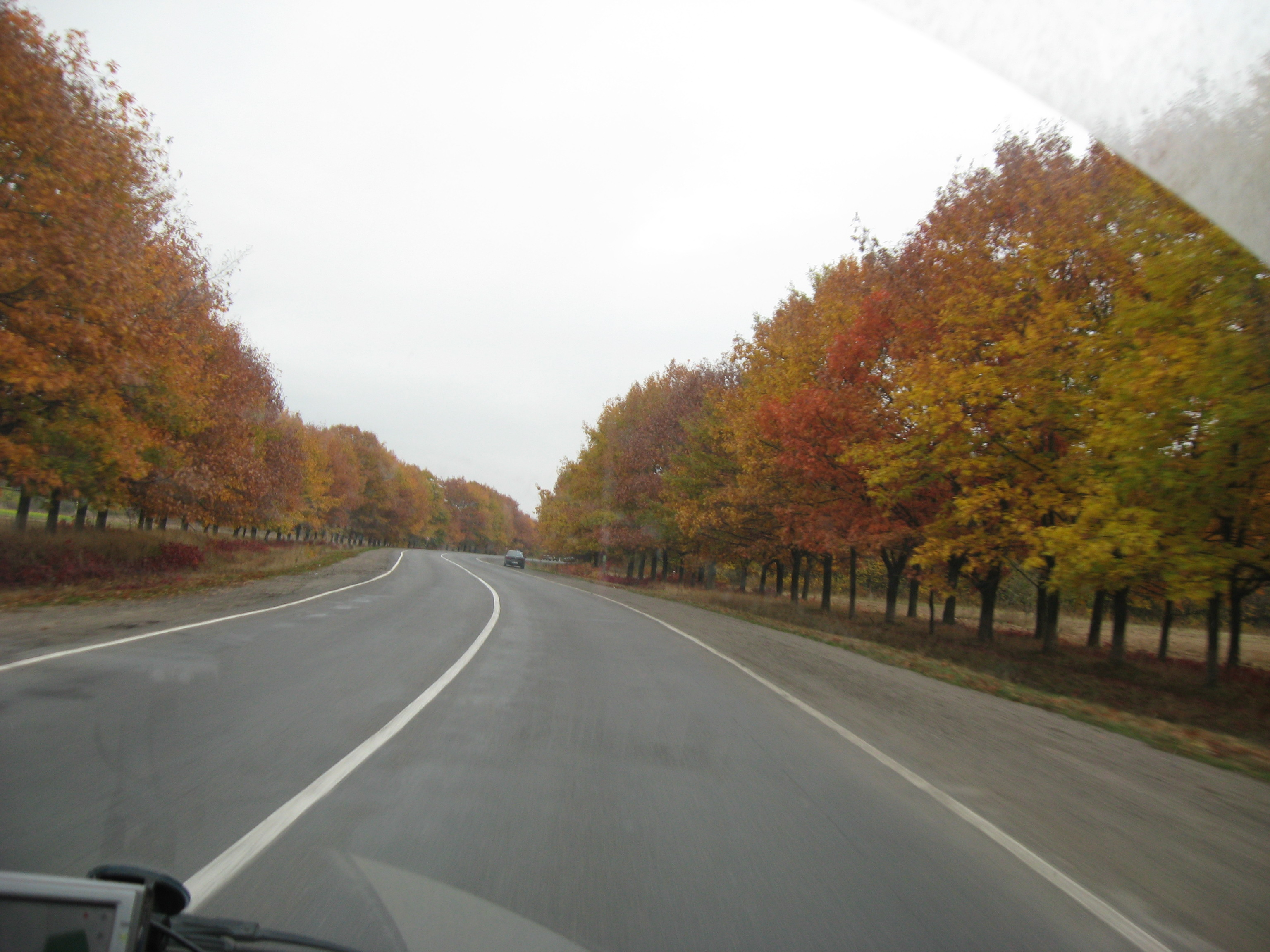
У Вінницькій області
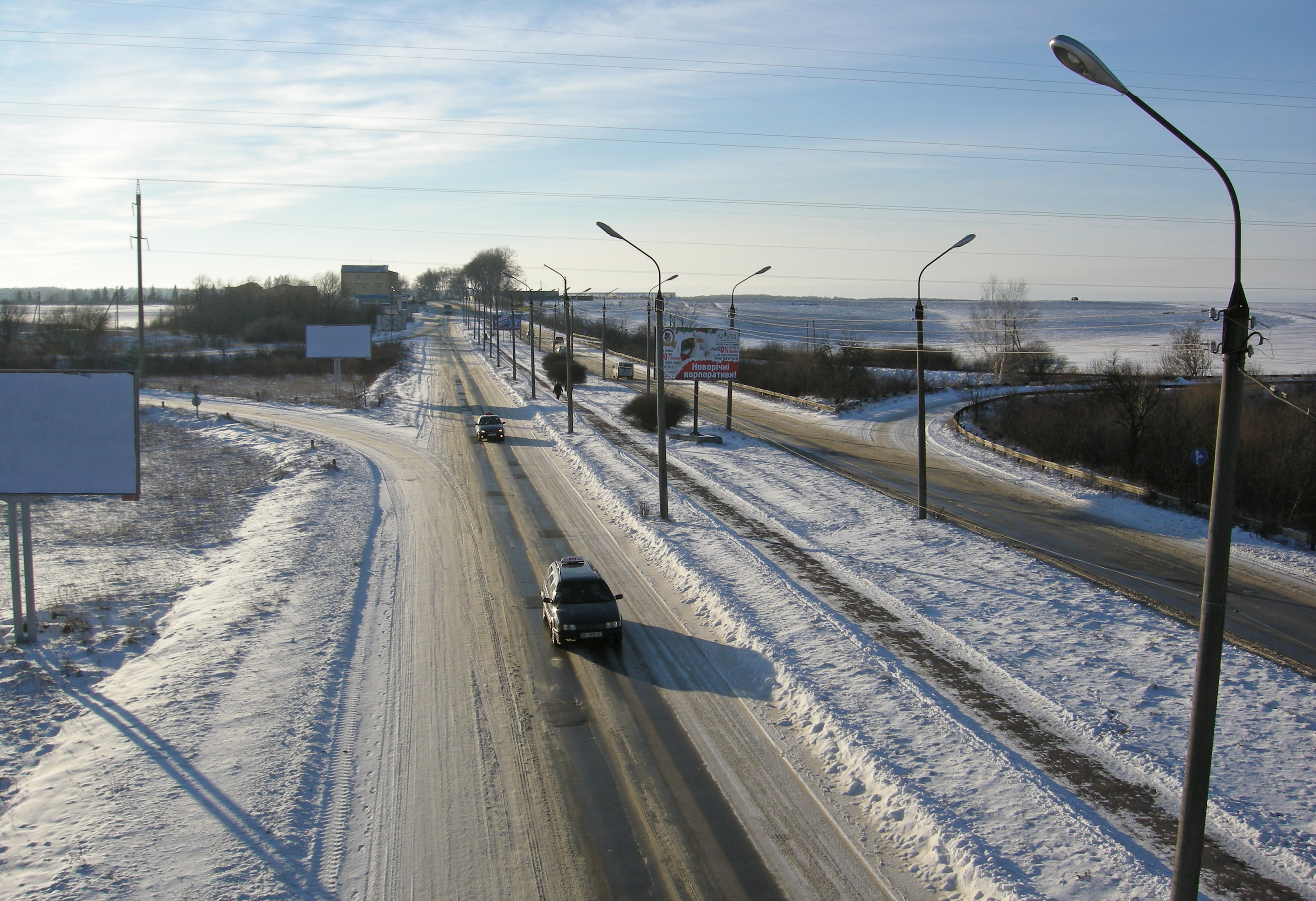
У Тернопільській області
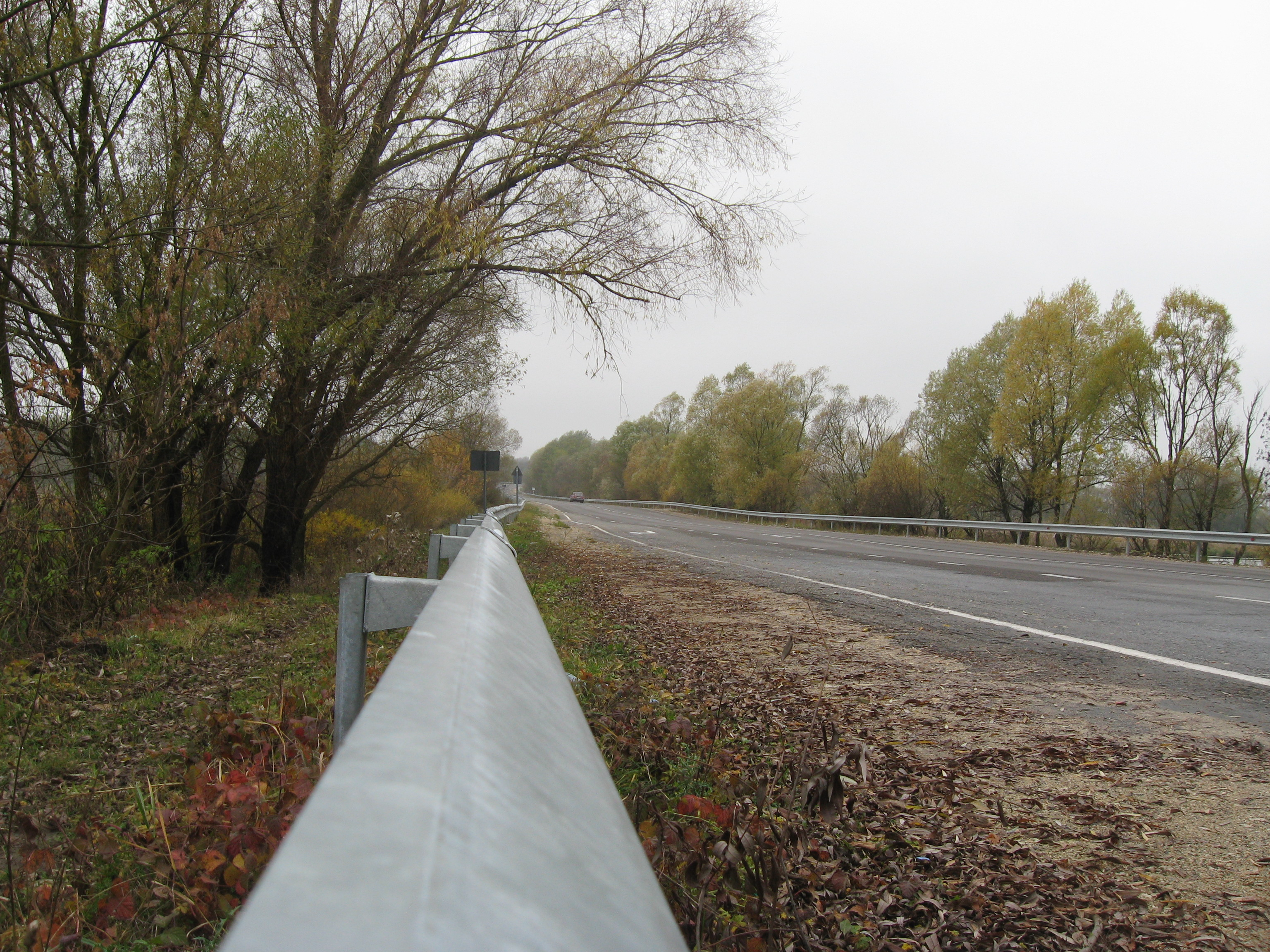
У Хмельницькій області